# 劉因
劉因（1249年－1293年），字夢吉，號靜修、樵庵，又號雷溪真隱。保定容城（今屬河北）人，元代詩人。
其父劉述。劉因天資過人，三歲能識字，過目即能記誦。六歲寫詩，七歲作文，落筆驚人。年剛二十，才華出眾。性不苟合。家貧教授生徒，皆有成就。因喜諸葛亮「靜以修身」之語，題所居為「靜修」。
至元十九年（1282年）應召入朝，為承德郎、右贊善大夫。不久藉口母病辭官歸。母死後居喪在家。至元二十八年（1291年），忽必烈再度遣使召劉因為官，他以疾辭。

## 外部連結
- 簫堯藝文網·全元曲·散曲·劉因 （页面存档备份，存于）
- 劉因--中國水都—丹江口